# Institutul de Informații, Telecomunicații și Dreptul Comunicațiilor

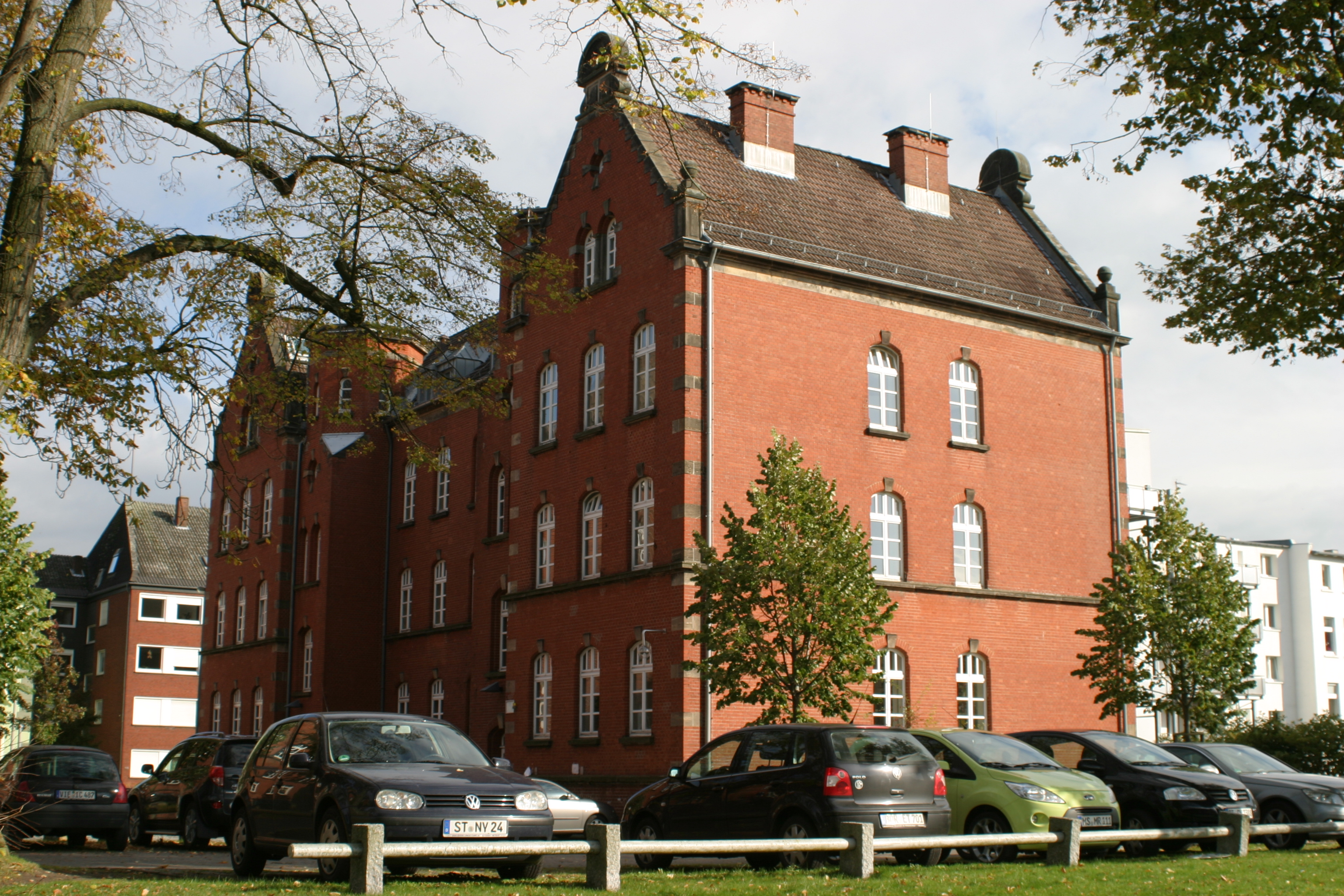
ITM clădire. Münster (Westfalia)

Institutul de Informații, Telecomunicații și Dreptul Comunicațiilor (nіm. Institut für Informations-, Telekommunikations-und Medienrecht, abbr. ITM) – o unitate structurală independentă în universitate Westphalian, angajată în întrebările de cercetare de drept informații, în special protecția dreptului de autor și drepturilor conexe, informații confidențiale de la divulgare, precum și caracteristicile de drept de Internet și alte raporturi juridice care apar în domeniul informațiilor. Membri in Consiliul Academic al Institutului – sunt optsprezece din țările UE și Statele Unite ale Americii și Canada. Multe dintre proiectele din cadrul Institutului sunt realizate la solicitarea directă a Comisiei Europene.

## Cercetare obiectiva
Institutul pentru informatii, telecomunicatii si media legea urmareste sa exploreze cadrul legal conditiile societatii informationale. Sa invete din experienta altor tari, comparative legea este de a fi acordata o pozitie speciala. Ațribuțiile membrilor sunt sâ verifice conținutul informațiilor si sâ stimuleze cercetarea academice in domeniu.

## Lege a informațiilor
Legea informațiilor trateaza problemele legale care decurg din prelucrarea electronica a datelor. intrucat altadata bunuri si servicii au fost in motto, actualmente colectii datele, experienta si idei cistig si mai mult importanta economica. „Informatiile societatii” este un termenu curent pentru a descrie lumea moderne unde imagini, texte si sunete sunt legate intr-un mod digital.